# Campo di concentramento di Gross-Rosen
(ANED)
Il campo di concentramento di Gross-Rosen, in lingua tedesca Konzentrationslager Groß-Rosen o KZ Groß-Rosen, era un lager nazista situato presso l'omonimo villaggio di Gross-Rosen, oggi Rogoźnica, in Polonia, nella Bassa Slesia.
Il campo fu aperto il 2 agosto 1940 come sottocampo di Sachsenhausen, il 1º maggio 1941 divenne indipendente da quest'ultimo. Il campo divenne in breve tempo il più grande della Bassa Slesia, è noto per essere stato uno fra i più famigerati per il trattamento brutale riservato ai prigionieri Nacht und Nebel (Notte e Nebbia) e per aver internato 26 000 donne (la maggior parte delle quali ebree) su un totale di 76728 prigionieri: rappresentò «uno dei maggiori gruppi di prigionieri di sesso femminile» di tutto il sistema concentrazionario nazista.

## Storia

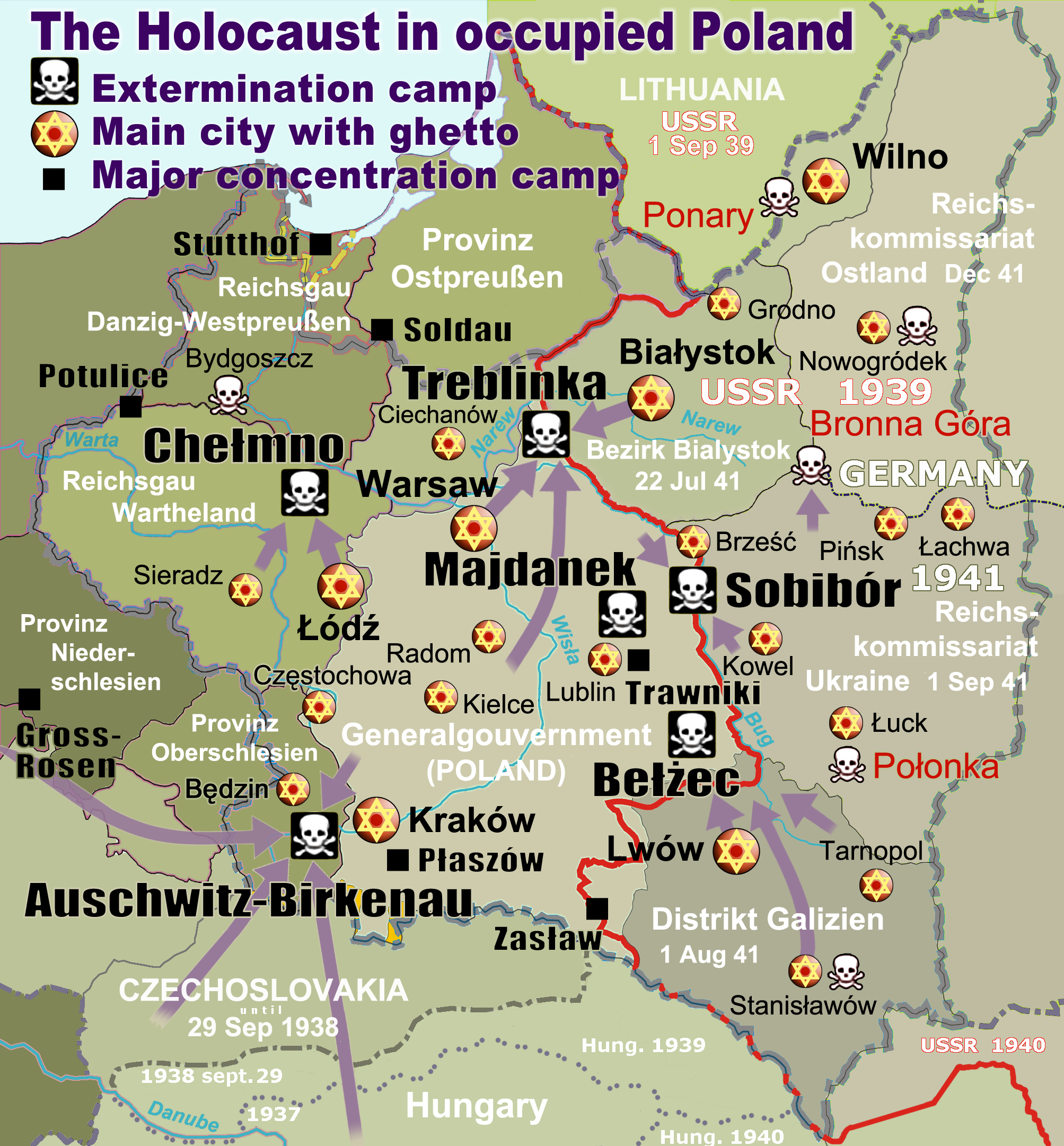
Pianta dei lager nazisti nella Polonia occupata, tra i quali compare Gross-Rosen.

Istituito nel 1940 come sottocampo del campo di concentramento di Sachsenhausen, il campo prese il nome dal vicino villaggio di Gross-Rosen, oggi Rogoznica. Il villaggio si trova a circa 40 km a sud ovest di Breslavia, nell'attuale Polonia Occidentale. Appena un anno dopo nel 1941, Gross-Rosen divenne un campo autonomo con tutte le caratteristiche criminali dell'universo concentrazionario nazista.
Il primo gruppo di prigionieri arrivò a Gross-Rosen da Sachsenhausen, furono 98 polacchi. Il campo progettato per ospitare il numero massimo di 12 000 internati, subì diversi ampliamenti, tanto che nel 1944, la popolazione degli internati veniva stimata in 35 000 unità.
Inizialmente gli internati furono obbligati a lavorare nella grande cava di granito, nei pressi del campo di proprietà della Deutsche Erd- und Steinwerke GmbH (Società tedesca della terra e della pietra, DESt), una società di proprietà delle SS che si occupava dell'estrazione del granito da utilizzare per la creazione dei monumentali edifici che avrebbero dovuto sorgere in tutto il Reich. «L'impresa non risultò particolarmente vantaggiosa, ma ciò nonostante migliaia di belgi, bulgari, danesi, cechi, greci, francesi, polacchi, rumeni, ungheresi, italiani e russi vi condussero una vita di stenti, di fame, di epidemie». Con la crescita del complesso ed il prosieguo del conflitto molti internati vennero trasferiti nei campi satelliti di Gross-Rosen per lavorare nelle industrie di materiale bellico e di prodotti chimici come la IG Farben, la Krupp e la Daimler Benz.
In breve tempo Gross-Rosen si trovò ad amministrare una rete di circa 97 sottocampi, tanto che il 1º gennaio 1945 Gross-Rosen ed i suoi campi satelliti potevano contare su 76728 prigionieri di cui 26 000 donne, «uno dei più grandi gruppi di prigionieri» donne nel complessivo sistema dei campi di concentramento istituiti dal nazismo.
Il lager di Gross-Rosen è famoso per il brutale trattamento riservato ai prigionieri Nacht und Nebel (NN, «notte e nebbia»), principalmente resistenti alle forze tedesche, catturati e deportati senza processo e senza che nessuno, neppure i parenti più stretti, sapesse nulla circa il loro destino (e per questo scomparsi nella «notte e nella nebbia»). La maggior parte della popolazione del campo era comunque formata da ebrei trasferiti inizialmente dai campi di Dachau e Sachsenhausen, e successivamente da Buchenwald. La popolazione ebrea del campo proveniva principalmente dalla Polonia e dall'Ungheria, ma non mancarono internati da Belgio, Francia, Grecia, Jugoslavia, Slovacchia ed Italia. Raggiunse la massima espansione nel 1944 arrivando a contare un centinaio di sottocampi sparsi tra la Germania orientale e la Polonia.
Nel suo ultimo periodo la popolazione del complesso di Gross-Rosen arrivò a contare l'11% del totale degli internati rinchiusi nei campi di concentramento nazionalsocialisti. In totale, circa 125 000 deportati transitarono per il complesso e si stima che di questi circa 40 000 siano morti per il lavoro o durante le marce forzate di evacuazione.
Il tasso di mortalità nel campo fu altissimo tanto che il crematorio di Gross-Rosen «risultò insufficiente per "trattare" tempestivamente le spoglie delle vittime», prova ne è che «dagli atti, la ditta Topf & Sohne di Erfurt, specializzata nella costruzione di crematori, fu sollecitata per l'installazione di un impianto di grande capacità, a quattro bocche».

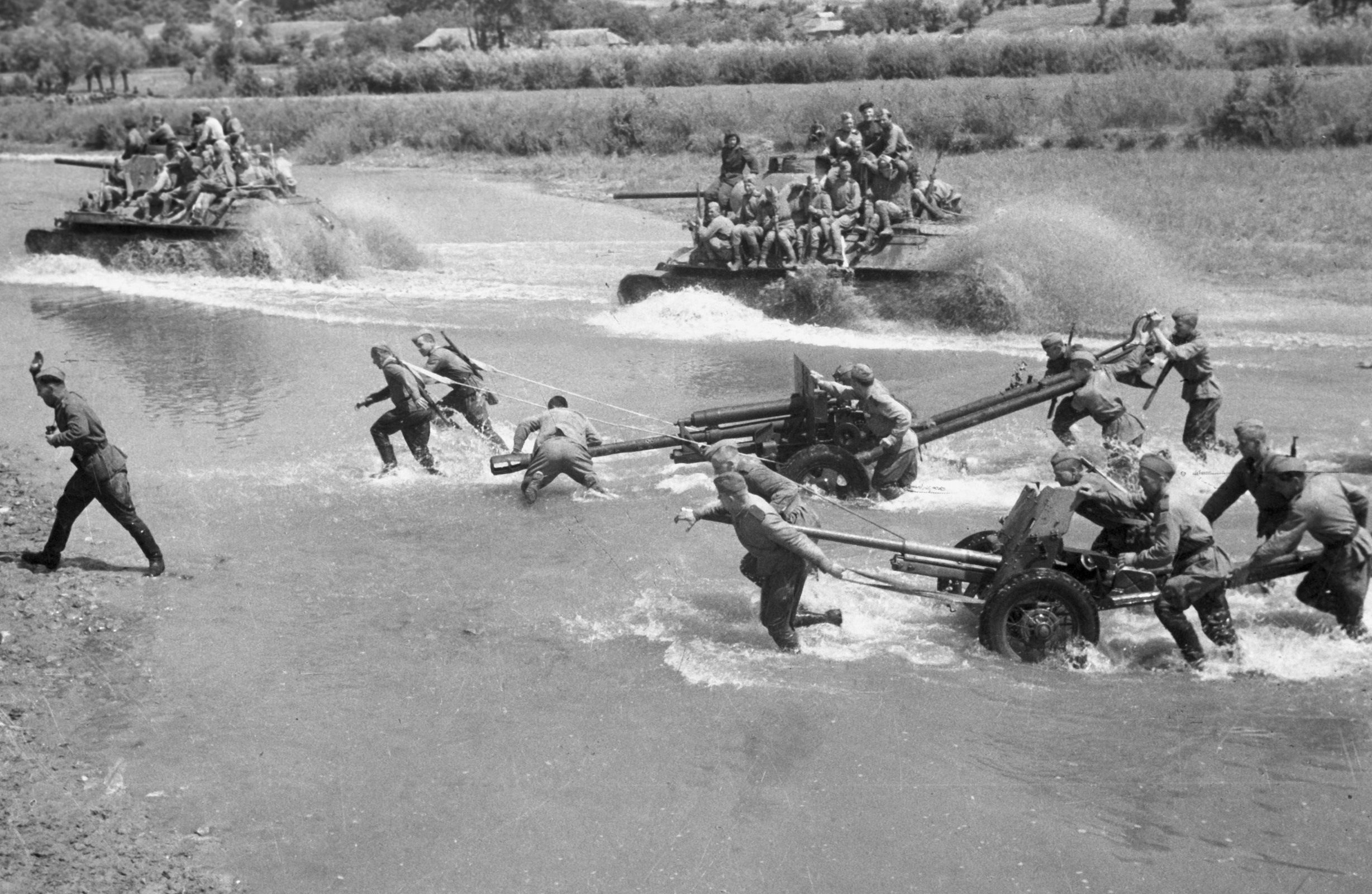
Forze dell'Armata Rossa in Ucraina.

Quando il campo stava per essere raggiunto dall'avanzata delle forze sovietiche nel gennaio del 1945, il complesso di Gross-Rosen incominciò ad essere evacuato, cosa che accadde anche per i sottocampi della riva orientale del fiume Oder. «Ai primi di febbraio del 1945, il campo principale e molti sottocampi erano stati completamente evacuati». «40 000 prigionieri, la metà dei quali ebrei furono costretti a marce della morte verso ovest, a piedi ed in condizioni brutali». Alcuni fra i sopravvissuti a queste marce furono trasportati su treni a Bergen-Belsen, Buchenwald, Dachau, Flossenbürg, Mauthausen, Dora-Mittelbau e a Neuengamme. Molti furono i prigionieri trovarono la morte per la mancanza di cibo e di acqua durante le evacuazioni, d'altronde le SS uccisero tutti quei prigionieri che erano diventati troppo deboli per continuare "il viaggio".
Il 14 febbraio 1945 sopraggiunsero i reparti sovietici della 52ª armata del fronte ucraino e liberarono Gross-Rosen.

## Sottocampi
I sottocampi di Gross-Rosen furono circa un centinaio, 20 di essi fra cui Brunnlitz (o Bruennlitz), Graeben, Gruenberg, Gruschwitz Neusalz, Hundsfeld, Kratzau II, Oberalstadt, Reichenbach e Schlesiersee Schanzenbau, vennero adibiti all'internamento femminile. Per la loro sorveglianza furono utilizzate circa 500 guardie femminili appartenenti alle SS.
| 1. Aslau (Osła) 2. Bad Warmbrunn (Cieplice Śląskie-Zdrój) 3. Bautzen (in Bautzen) 4. Bernsdorf (in Bernartice) 5. Birnbäumel (Gruszeczka) 6. Bolkenhain (Bolków) 7. Brandhofen (in Brandhofen) 8. Breslau I (Breslavia) 9. Breslau II (Breslavia) 10. Breslau-Hundsfeld (Breslavia) 11. Breslau-Lissa (Breslavia-Leśnica) 12. Brieg-Pampitz (in Pępice) 13. Brünnlitz (o Bruennlitz) 14. Buchwald-Hohenwiese 15. Bunzlau I (Bolesławiec) 16. Bunzlau II 17. Christianstadt (Krzystkowice) 18. Dyhernfurth I (Brzeg Dolny) 19. Dyhernfurth II (Brzeg Dolny) 20. Freiburg (Świebodzice) 21. Friedland (Mieroszów) 22. Fünfteichen (Miłoszyce) 23. Fürstenstein (Książ) 24. Gabersdorf (in Trutnov) 25. Gablonz 26. Gassen (Jasień) 27. Gebhardsdorf (Giebułtów) 28. Geppersdorf 29. Görlitz (Zgorzelec) 30. Gräben (Grabina, Strzegom) 31. Grafenort (Gorzanów) 32. Gräflich-Röhrsdorf (Skarbowa Breslavia) | 1. Gross Koschen 2. Gross-Rosen (Rogoźnica) 3. Grulich (Kraliky) 4. Grünberg I 5. Grünberg II 6. Guben (Gubin) 7. Halbau (Iłowa) 8. Halbstadt (Meziměstí) 9. Hartmannsdorf (Miłoszów) 10. Hausdorf (Jugowice) 11. Hirschberg (Jelenia Góra) 12. Hochweiler (Wierzchowice) 13. Hohenelbe (Vrchlabí) 14. Hundsfeld (Psie Pole) 15. Kaltenbrunn (Studzienno) 16. Kaltwasser (Zimna) 17. Kamenz (Kamenz) 18. Kittlitztreben (Trzebień) 19. Klein Radisch (Radšowk) 20. Königszelt (Jaworzyna) 21. Kratzau I (Chrastava) 22. Kratzau II (Zitt-Werke AG) 23. Kunnerwitz 24. Kurzbach (Bukołowo, Milicz) 25. Landeshut (Kamienna Góra) 26. Langenbielau I (Bielawa) 27. Langenbielau II 28. Lärche (Glinica) 29. Liebau (Lubawka) 30. Ludwigsdorf (Ludwikowice) 31. Mährisch Weisswasser (Bílá Voda) 32. Markstädt (Jelcz-Laskowice) | 1. Merzdorf (Marciszów) 2. Mittelsteine (Ścinawka Średnia) 3. Morchenstern (Smržovka) 4. Namslau (Namysłów) 5. Neiße (Nysa) 6. Neusalz (Nowa Sól) 7. Niederoderwitz (near Zittau) 8. Niesky (in Niesky) 9. Nimptsch (Niemcza) 10. Ober Altstadt (Staré Město) 11. Ober Hohenelbe 12. Parschnitz I (Poříčí [cz]) 13. Parschnitz II (Poříčí) 14. Peterswaldau (Pieszyce) 15. Rauscha (Ruszów) 16. Reichenau (Rychnov) 17. Reichenbach (Dzierżoniów) 18. Rennersdorf 19. Sackisch 20. Schatzlar 21. Schertendorf (Przylep) 22. Schlesiersee I (Sława) 23. Schlesiersee II 24. St. Georgenthal (Jiřetín) 25. St. Georgenthal II 26. Treskau (Owińska) 27. Waldenburg (Wałbrzych) 28. Weisswasser 29. Wiesau 30. Wüstegiersdorf (Głuszyca Górna) 31. Zillerthal-Erdmannsdorf 32. Zittau |

## Le categorie degli internati

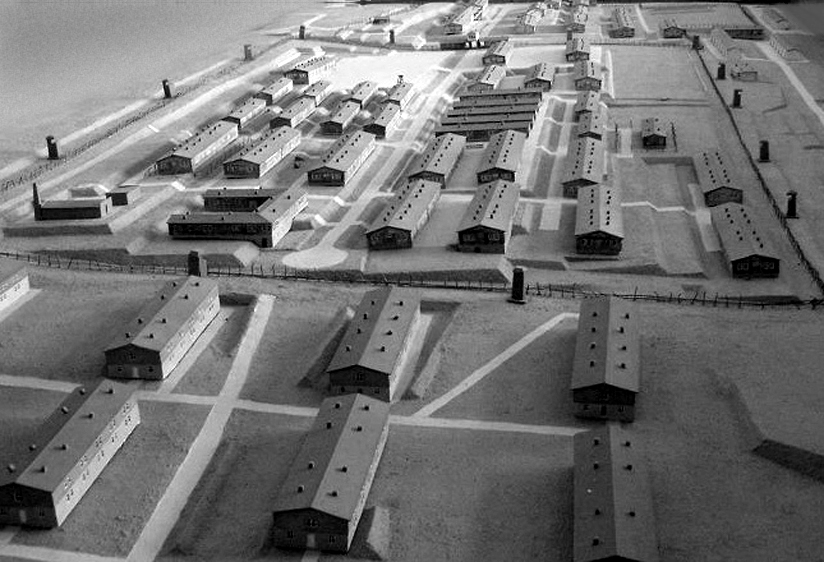
Il campo di Gross-Rosen riprodotto in un modello.

Il più grande gruppo di internati a Gross-Rosen fu costituito da ebrei. L'8 giugno 1941 un piccolo gruppo fu trasferito da Dachau, in seguito ci furono trasferimenti più frequenti provenienti da altri campi. Tale gruppo subì un trattamento molto duro, furono sottoposti al massacrante lavoro nelle cave e non fu data loro tregua nemmeno durante le pause, gli furono negate le cure mediche e gli fu proibito di comunicare con i detenuti degli altri blocchi.
Dal 1943 al 1945 ci furono trasferimenti più massicci da Polonia, Ungheria, Francia, Belgio, Jugoslavia, Slovacchia, Grecia ed Italia e riguardarono anche 26 000 donne su un totale di 57 000 prigionieri.
Un altro considerevole gruppo di internati riguardò i prigionieri politici sottoposti al regime durissimo Nacht und Nebel. Inoltre da documenti originali nazisti conservati all'United States Holocaust Memorial Museum si evince che:
- (Neuzugänge vom K.L. Gross-Rosen vom 11.2.1945)[17] 3260 prigionieri maschi provenienti da Gross-Rosen per Dora-Mittelbau e di 20 nazionalità diverse, erano Testimoni di Geova e asociali (nel numero di 3260 il documento asserisce che, in questo trasferimento, c'erano pochi ebrei e solo due zingari);
- (Liste der Zugänge vom 15. Februar 1945 vom K.L. Gr. Rosen)[18] 2690 prigionieri maschi provenienti da Gross Rosen per Mauthausen e di 18 nazionalità diverse, erano omosessuali, Rom, ebrei, Testimoni di Geova, prigionieri politici, criminali comuni, cinesi.

## Oskar Schindler e Gross-Rosen
(Dedica alla memoria sulla tomba di Oskar Schindler)

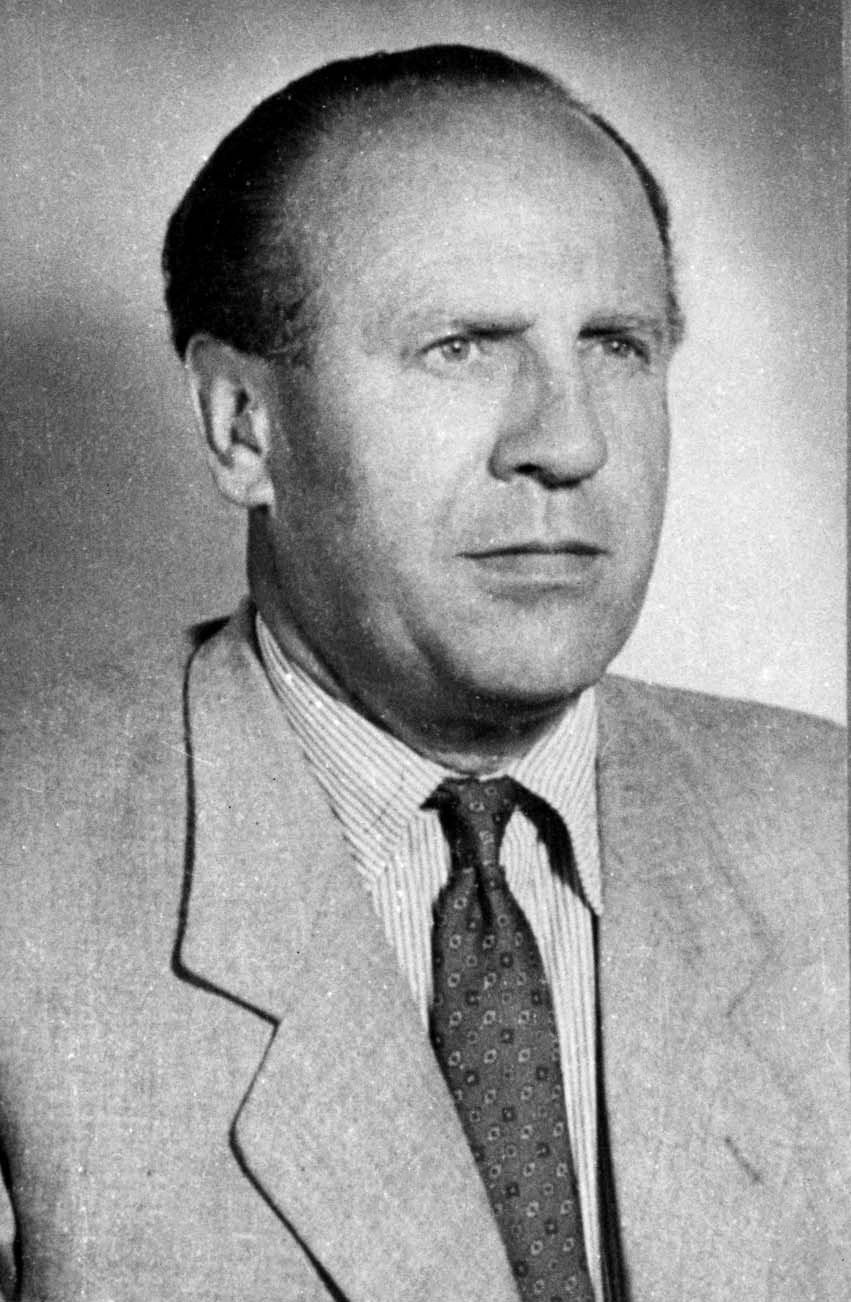
Oskar Schindler

L'imprenditore tedesco Oskar Schindler, fu noto per aver salvato durante la seconda guerra mondiale circa 1100 (o 1200, come riportato sulla sua lapide) ebrei dallo sterminio con il pretesto di impiegarli come personale necessario allo sforzo bellico presso la sua fabbrica di oggetti smaltati, la D.E.F. (Deutsche Emaillewaren-Fabrik), nel distretto industriale di Zablocie, a Cracovia, e rivestì un ruolo di primo piano nelle vicende di uno dei più importanti sottocampi di Gross-Rosen: Bruennlitz, sede di una fabbrica di sua proprietà.
Il «sottocampo con sede di una ex fabbrica tessile venne svuotato grazie agli sforzi di Oskar Schindler. Dopo la chiusura del campo di Cracovia-Plaszow, 1100 prigionieri ebrei che avevano lavorato lì per Schindler furono trasferiti presso il nuovo campo di Bruennlitz». Grazie a questo trasferimento riuscirono a sopravvivere alla guerra e vennero liberati nel maggio 1945.
Il 18 luglio 1967, l'apposita commissione israeliana Yad Vashem decise di riconoscere Oskar Schindler come Giusto tra le nazioni; tale decisione è stata confermata il 24 giugno 1993 ed estesa alla moglie di Schindler, Emilie.
La salma di Shindler riposa nel piccolo cimitero francescano cattolico, che si trova vicino al sito della Dormizione di Maria sul monte Sion, nella parte vecchia di Gerusalemme, in Israele.

## I comandanti del campo

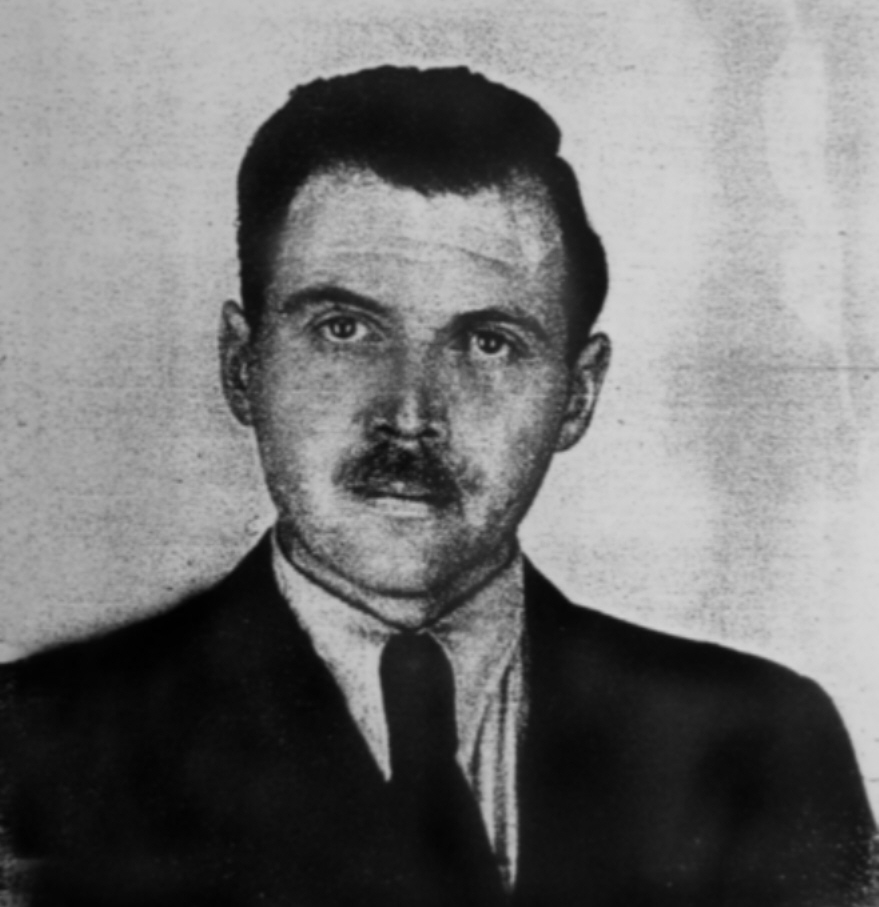
Josef Mengele, "l'angelo della morte", in una fotografia segnaletica.

I comandanti del campo di Gross-Rosen furono:
- Arthur Roedl, SS-Obersturmbannführer - da maggio 1941 a settembre 1942;
- Wilhelm Gideon, SS-Hauptsturmführer - da settembre 1942 a ottobre 1943;
- Johannes Hassebroock, SS-Sturmbannführer - da ottobre 1943 fino all'evacuazione del campo.

### Altri importanti membri dello staff del campo
- Josef Mengele, "l'angelo della morte" di Auschwitz-Birkenau;[21]
- Heinz Thilo, operò anche ad Auschwitz-Birkenau nel periodo 1942 - 1944;
- Friedrich Entress, prestò i suoi servizi anche nei campi di Mauthausen e Auschwitz;[22]
- Anton Thumann, lavorò anche nei campi di Dachau, Majdanek, Auschwitz e Neuengamme;
- Karl Ulbrich, fu impiegato anche nei campi di Buchenwald e Majdanek;
- Erich Woywoth, impiegato anche nel campo Buchenwald.

## Prigionieri famosi legati a Gross-Rosen
- Boris Braun, professore universitario croato;[23]
- Paolo Carpi, figlio di Aldo Carpi, 17 anni, ucciso a Gross-Rosen con una iniezione letale;[24]
- Nathan Cassuto, rabbino e medico italiano;
- József Debreczeni, autore del libro di memorie Cold Crematorium;[25]
- Adam Dulęba, fotografo dell'esercito polacco;
- Franciszek Duszeńko, scultore, ha realizzato il Monumento di Treblinka;
- Gaston Hulin (1882-1944), già Sottosegretario di Stato alla guerra nel I governo Daladier, ucciso a colpi di bastone;
- Heda Margolius Kovály, scrittore e traduttore ceco;
- Lucian Ludwig Kozminski, presunto collaboratore, condannato negli Stati Uniti per aver truffato i sopravvissuti dell'Olocausto con i soldi delle restituzioni;
- Paul Löbe, ex presidente del Reichstag tedesco;
- Philip Markowicz, autore del libro di memorie My Three Lives;[26]
- Adolphe Rabinovitch, ufficiale dello Special Operations Executive;[10]
- Gertruda Sekaninová-Čakrtová, politico cecoslovacco imprigionato nel sottocampo di Kurzbach;
- Władysław Ślebodziński, matematico che insegnava ai prigionieri;[27]
- Henri Story, imprenditore e politico belga, membro della Resistenza;
- Romuald Sztaba, medico polacco e membro della Resistenza;[28]
- Simon Wiesenthal, cacciatore di nazisti;
- Shlomo Zev Zweigenhaft,  Rosh Hashochtim di Polonia e Rabbino Capo di Hannover e Bassa Sassonia.[29]

## Gross-Rosen nella Memoria

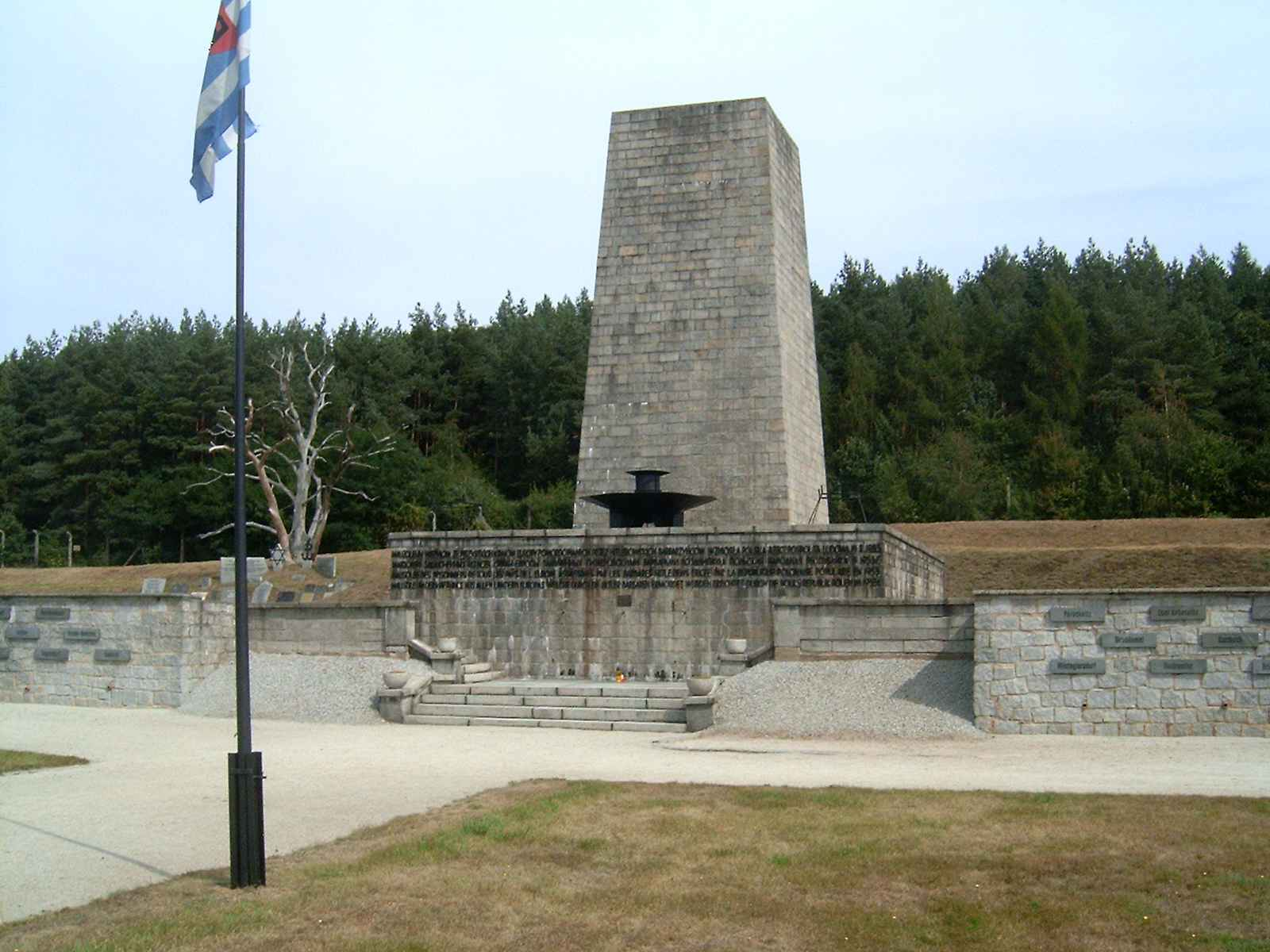
Monumento inaugurato nel Museo nel 1953 e ricostruito nel 1985. Contiene le ceneri delle vittime raccolte nel campo.

- Un Museo pubblico allestito nel sito dell'ex campo, è un memoriale delle vittime del campo.[16] Il museo continua a tenere fino ad oggi diverse mostre ed ha un grande spazio per la riflessione. Nel Museo, inoltre, è proiettato, per i visitatori, un film particolareggiato su quello che fu il campo durante il nazismo.[31] Nel campo inoltre, c'è anche un "monumento memoriale" tipo mausoleo, contenente le ceneri delle molte vittime che trovarono la morte a Gross-Rosen.[32] Il Museo inoltre ha un sito web articolato in lingua inglese, tedesco e polacco, su tutta la storia del campo.
- Lo United States Holocaust Memorial Museum (USHMM) di Washington fra le sue collezioni conserva i documenti originali dei trasferimenti di prigionieri da Gross-Rosen verso altri campi;[17][18]
- A Sassano, in provincia di Salerno, in Italia, Ottavio Ferro è stato insignito dal Presidente della Repubblica Italiana della medaglia d'onore consegnata il 9 dicembre del 2010 dal Prefetto di Salerno. Il sig. Ferro per il netto rifiuto a voler collaborare con i nazifasciti, così come altri italiani, fu deportato a Gross-Rosen e liberato solo alla fine guerra.[33]

## Filmografia
- Schindler's List - La lista di Schindler di Steven Spielberg (1993)